# Anourosorex squamipes
Anourosorex squamipes ist eine Spitzmausart aus der Gattung der Stummelschwanzspitzmäuse (Anourosorex). Sie ist in Süd- bis Südostasien von Zentralchina bis in den Norden Vietnams, Myanmar und Thailand verbreitet.

## Merkmale
Mit einer Kopf-Rumpf-Länge von 7,4 bis 11 Zentimetern zählt die Art zu den mittelgroßen Spitzmausarten. Der Schwanz erreicht eine Länge von 8 bis 19 Millimetern und der Hinterfuß von 11 bis 16 Millimetern; wie bei allen Arten der Gattung ist der Schwanz damit sehr kurz und dünn. Die Rücken- und Bauchfärbung ist einheitlich dunkelgrau bis -braun, wobei die Bauchseite nur leicht heller ist, und das Fell ist sehr dicht und locker. Die Vorderfüße besitzen deutlich vergrößerte Klauen.
| 1 | · | 2 | · | 1 | · | 3 | = 26 |
| 1 | · | 1 | · | 1 | · | 3 | = 26 |

Der Schädel hat eine maximale Länge von 23 bis 26 Millimetern. Wie alle Arten der Gattung besitzt die Art im Oberkiefer pro Hälfte einen Schneidezahn (Incisivus), zwei Eckzähne (Canini), einen Vorbackenzahn (Praemolar) und drei Backenzähne (Molares). Im Unterkiefer ist die Zahl der Eckzähne reduziert (in jeder Hälfte einer statt zwei). Insgesamt besitzen die Tiere somit 26 Zähne. Die dritten Backenzähne sind sowohl im Ober- wie im Unterkiefer reduziert.

## Verbreitung

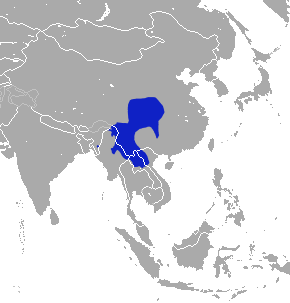
Verbreitungsgebiete von Anourosorex squamipes

Anourosorex squamipes ist über Teile der Süd- und Südostasiens von Zentralchina über Ostindien und Bhutan, den Norden von Vietnam, Myanmar, Laos und Thailand verbreitet. In Indien liegen nur Nachweise für ein Vorkommen im Bundesstaat Mizoram vor, in China lebt die Art in den Provinzen Gansu, Shaanxi und von Hubei bis Yunnan.

## Lebensweise
Der bevorzugte Lebensraum von Anourosorex squamipes befindet sich in mittleren Höhenlagen von 1200 bis 3000 Metern, wobei sie vor allem Bergwälder verschiedener Ausprägung besiedelt. Die Art ist wie andere Arten der Gattung an eine unterirdische Lebensweise angepasst, ihre Nahrung findet sie jedoch auch teilweise in der Bodenauflage. Diese besteht wie bei anderen Spitzmäusen aus Insekten, Würmern und anderen wirbellosen Tieren. Über die Fortpflanzung liegen kaum Daten vor.

## Systematik
Anourosorex squamipes wird als eigenständige Art innerhalb der Gattung der Stummelschwanzspitzmäuse (Anourosorex) eingeordnet, die aus vier Arten besteht. Die wissenschaftliche Erstbeschreibung stammt von Henri Milne Edwards aus dem Jahr 1872. Ursprünglich wurden alle Arten der Gattung zu dieser Art zusammengefasst und die Gattung entsprechend als monotypisch betrachtet, heute gelten neben Anourosorex squamipes auch Anourosorex assamensis, Anourosorex schmidi und Anourosorex yamashinai als gültige Arten.
Innerhalb der Art werden neben der Nominatform keine Unterarten unterschieden.

## Bedrohung und Schutz
Die Art wird von der International Union for Conservation of Nature and Natural Resources (IUCN) aufgrund des relativ großen Verbreitungsgebiets in Asien und der angenommenen Bestandsgröße als nicht gefährdet („least concern“) eingestuft. Gefährdungen für die Art sind nicht bekannt und ein signifikanter Rückgang der Populationen wird nicht angenommen.

## Belege
1. 1 2 3 4  Robert S. Hoffmann, Darrin Lunde: Chinese Mole Shrew. In: Andrew T. Smith, Yan Xie: A Guide to the Mammals of China. Princeton University Press, Princeton NJ 2008, ISBN 978-0-691-09984-2, S. 304.
2. 1 2 3 4 5  Anourosorex squamipes in der Roten Liste gefährdeter Arten der IUCN 2012.2. Eingestellt von: S. Molur, 2008. Abgerufen am 28. Juni 2013.
3. 1 2 3   Anourosorex squamipes (Memento vom 10. November 2013 im Internet Archive). In: Don E. Wilson, DeeAnn M. Reeder (Hrsg.): Mammal Species of the World. A taxonomic and geographic Reference. 2 Bände. 3. Auflage. Johns Hopkins University Press, Baltimore MD 2005, ISBN 0-8018-8221-4.